# Lokobe Strict Nature Reserve
Lokobe Strict Nature Reserve (franska: Lokobe Reserve Naturelle) är ett naturreservat i Madagaskar. Det ligger i den norra delen av landet, 600 km norr om huvudstaden Antananarivo. Arean är 15,2 kvadratkilometer. Lokobe Strict Nature Reserve ligger på ön Nosy Be.